# Dezydery Chłapowski
Dezydery Chłapowski, armoiries Dryja (en), né le 23 mai 1788 à Turew (Pologne) et mort dans la même ville le 27 mars 1879, est un général polonais du Premier Empire, baron de l'Empire.

## Biographie

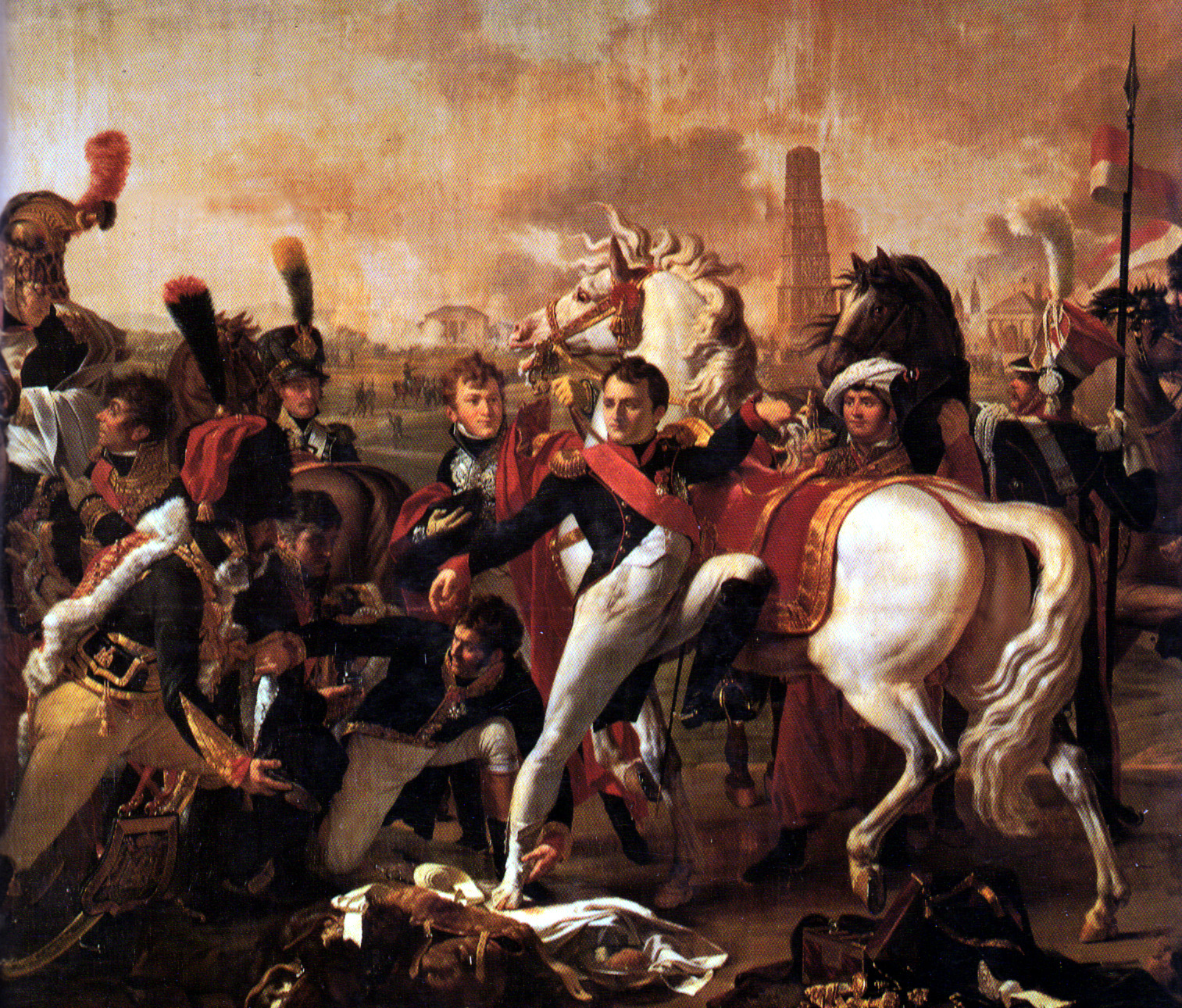
Napoléon blessé à Ratisbonne, C.Gautherot. Chłapowski, en uniforme de lancier de la Garde impériale, figure sur la droite.

Chłapowski était très jeune encore au moment de l'entrée de l'armée française en Pologne, en 1806. Il fait partie de la garde d'honneur qui se forme à Poznań. Distingué particulièrement par l'empereur Napoléon Ier, il est nommé officier dans un régiment d'infanterie de nouvelle levée et participe aux campagnes de Prusse en 1806, et de Pologne en 1807, sous les ordres du maréchal Lefebvre. Il y obtient bientôt la croix de la Légion d'honneur, et ayant été fait prisonnier de guerre, il est échangé sur une recommandation spéciale de l'Empereur.
Nommé officier d'ordonnance, il vient à Paris, et s'y livre encore pendant quelque temps à la continuation de ses études. Appelé ensuite au quartier-général, au camp de Marracq près de Bayonne, il suit l'Empereur pendant les campagnes d'Espagne (1808), d'Allemagne et d'Autriche en 1809. En 1811, il est nommé chef d'escadron des chevau-légers lanciers polonais de la Garde impériale : il fait ainsi les campagnes de Russie en 1812, et de Saxe en 1813, et assiste à toutes les affaires auxquelles le régiment participe. C'est après une charge qu'il fait à la tête de son escadron, à l'affaire de Jauer qu'il profite de l'armistice qui a lieu dans le courant de l'année 1813, pour obtenir comme faveur, sa démission. Depuis ce temps, il vit retiré à la campagne.

## États de services
Ses états de services sont les suivants :
- En 1806, il est admis dans la garde d'honneur de l'Empereur, formée à Posen.
- En 1807, après avoir été fait prisonnier, il est nommé aide de camp du général Jean Henri Dombrowski.
- En 1808, il devient aide de camp de l'Empereur
- En 1809, il est nommé baron d'Empire
- En 1811, il devient chef d'escadron au 1er régiment de chevau-légers lanciers polonais de la Garde impériale.
- En 1831 il devient général de division en Pologne

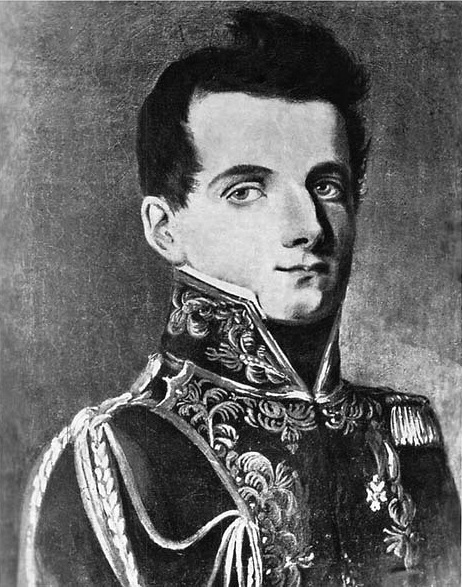
Dezydery Chłapowski en uniforme d'officier d'ordonnance.
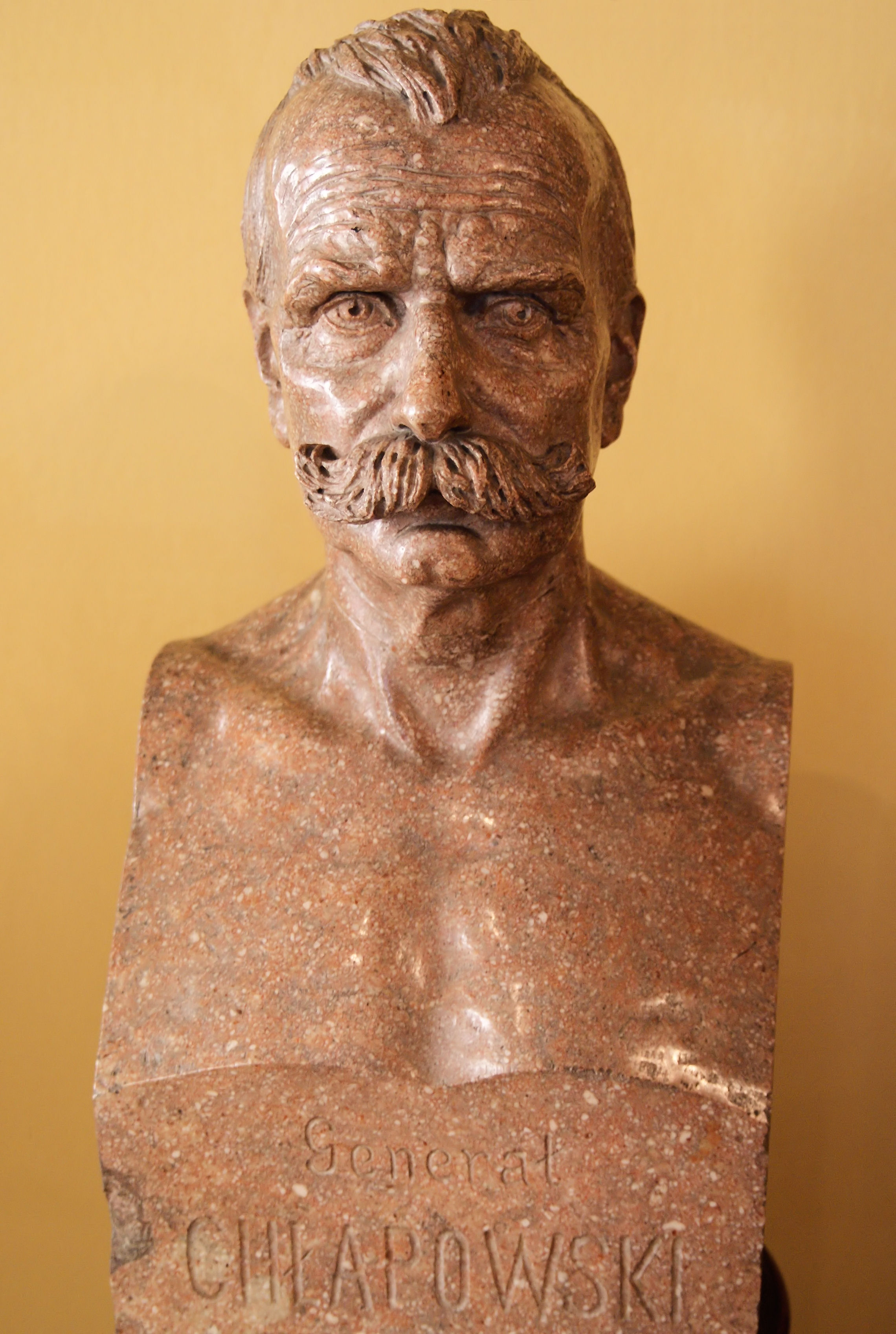
Buste de Dezydery Chłapowski (Muséum de l'histoire de Poznań).

## Armoiries
| Figure | Blasonnement |
|        | Blason Dryja (en) De gueules à la barre cousue du même chargée de trois émeraudes d'or                                                                            |
|        | Armes du baron Chłapowski et de l'Empire D'azur, à une bande d'argent, chargée de trois émeraudes de sable, au canton des Barons militaires de l'Empire brochant. |